# Källtuffmossa
Källtuffmossa (Cratoneuron filicinum) är en bladmossart som beskrevs av Richard Spruce 1867. Källtuffmossa ingår i släktet Cratoneuron och familjen Amblystegiaceae. Inga underarter finns listade i Catalogue of Life. Källtuffmossa växer alltid på marken eller på klippor och helst fuktigt.